# Grimsburg
Grimsburg es una serie de televisión de comedia animada estadounidense creada por Catlan McClelland and Matthew Schlissel para Fox. En octubre de 2022, antes de su estreno, la serie fue renovada para una segunda temporada. La serie se estrenó el 7 de enero de 2024. La segunda temporada se estrenó el 16 de febrero de 2025. En mayo de 2025, la serie fue renovada para una tercera temporada.

## Sinopsis
La serie se desarrolla en el pueblo ficticio de Grimsburg, donde el detective Marvin Flute quizá sea el mejor detective, pero no puede entender a su propia familia.

## Reparto

### Principales
- Jon Hamm como Marvin Flute
- Rachel Dratch como Stan Flute
- Erinn Hayes como Harmony Flute
- Kevin Michael Richardson como el detective Greg Summers
- Alan Tudyk como el Dr. Rufis Pentos y el Sr. Flesh

### Recurrentes
- Greg Chun como el teniente John Kang
- Wendi McLendon-Covey como Chief Stamos, Jefa de Marvin
- Kaniehtiio Horn como Wynona Whitecloud

### Invitados
- Jaime Camil como el Alcalde Dilquez
- Rob Huebel
- Brian Jordan Alvarez

## Episodios
| Temporada | Temporada | Episodios | Episodios | Emisión original      | Emisión original    |
| Temporada | Temporada | Episodios | Episodios | Primera emisión       | Última emisión      |
| --------- | --------- | --------- | --------- | --------------------- | ------------------- |
|           | 1         | 13        | 13        | 7 de enero de 2024    | 12 de mayo de 2024  |
|           | 2         | 13        | 13        | 16 de febrero de 2025 | 17 de julio de 2025 |

### Primera temporada (2024)
| N.º en serie | N.º en temp. | Título                            | Dirigido por       | Escrito por                                         | Fecha de emisión original | Código de prod. | Audiencia (millones) |
| ------------ | ------------ | --------------------------------- | ------------------ | --------------------------------------------------- | ------------------------- | --------------- | -------------------- |
| 1            | 1            | «Pilot»                           | Roy Burdine        | Catlan McClelland y Matthew Schlissel               | 7 de enero de 2024        | 1BBGR01         | 2.46                 |
| 2            | 2            | «The Flute Show»                  | T.G. Hopkins       | Jonathan Green y Gabe Miller                        | 18 de febrero de 2024     | 1BBGR03         | 0.39                 |
| 3            | 3            | «McSnuff the Mystery Mutt»        | Roy Burdine        | Siena East                                          | 25 de febrero de 2024     | 1BBGR05         | 0.47                 |
| 4            | 4            | «The Flute-itive»                 | Caitlin Vanarsdale | Christina Friel y Connor Wright                     | 3 de marzo de 2024        | 1BBGR08         | 0.46                 |
| 5            | 5            | «Say Yes to the Death»            | Roy Burdine        | Catlan McClelland y Matthew Schlissel               | 10 de marzo de 2024       | 1BBGR09         | 0.41                 |
| 6            | 6            | «Murder on the Splurt Express»    | T.G. Hopkins       | Christina Friel y Connor Wright                     | 17 de marzo de 2024       | 1BBGR11         | 0.48                 |
| 7            | 7            | «Camp Slasher»                    | Caitlin VanArsdale | Laura Krafft                                        | 24 de marzo de 2024       | 1BBGR10         | 0.52                 |
| 8            | 8            | «Manchine»                        | Orlando Gumatay    | Laura Krafft                                        | 7 de abril de 2024        | 1BBGR04         | 0.44                 |
| 9            | 9            | «The Funaways»                    | T.G. Hopkins       | Andrés Du Bouchet                                   | 14 de abril de 2024       | 1BBGR06         | 0.46                 |
| 10           | 10           | «The Big Trouble with Lil' Betsy» | Mark Garcia        | Miles Woods                                         | 21 de abril de 2024       | 1BBGR07         | 0.54                 |
| 11           | 11           | «And the Winner Is... Murder!»    | Caitlin VanArsdale | Catlan McClelland, Matthew Schlissel y Chadd Gindin | 28 de abril de 2024       | 1BBGR02         | 0.42                 |
| 12           | 12           | «Younger Games»                   | Mark Garcia        | Jonathan Green y Gabe Miller                        | 5 de mayo de 2024         | 1BBGR12         | 0.45                 |
| 13           | 13           | «The Danish Dilemma»              | Roy Burdine        | Chadd Gindin y Kirsten Rezazadeh-Jacob              | 12 de mayo de 2024        | 1BBGR13         | 0.38                 |

### Segunda temporada (2025)
| N.º en serie | N.º en temp. | Título                                    | Dirigido por    | Escrito por                           | Fecha de emisión original | Código de prod. | Audiencia (millones) |
| ------------ | ------------ | ----------------------------------------- | --------------- | ------------------------------------- | ------------------------- | --------------- | -------------------- |
| 14           | 1            | «Haunted Housewife»                       | T.G. Hopkins    | John Viener                           | 16 de febrero de 2025     | 2BBGR03         | 0.81                 |
| 15           | 2            | «Mo11y»                                   | Mark Garcia     | Gabe Miller y Jonathan Green          | 23 de febrero de 2025     | 2BBGR01         | 0.66                 |
| 16           | 3            | «Training Wheels Day»                     | T.G. Hopkins    | Tom Kauffman                          | 2 de marzo de 2025        | 2BBGR08         | 0.51                 |
| 17           | 4            | «Granddaddy Issues»                       | Roy Burdine     | Elizabeth Tippet                      | 9 de marzo de 2025        | 2BBGR05         | 0.52                 |
| 18           | 5            | «Daddy Daddy Bang Bang»                   | Orlando Gumatay | John Viener                           | 16 de marzo de 2025       | 2BBGR09         | 0.44                 |
| 19           | 6            | «CrimeCon»                                | Mark Garcia     | Christina Friel y Connor Wright       | 23 de marzo de 2025       | 2BBGR04         | 0.46                 |
| 20           | 7            | «Crystal Ball»                            | Orlando Gumatay | Siena East                            | 30 de abril de 2025       | 2BBGR11         | 0.43                 |
| 21           | 8            | «Blue Light District»                     | Mark Garcia     | Catlan McClelland y Matthew Schlissel | 29 de mayo de 2025        | 2BBGR07         | 0.43                 |
| 22           | 9            | «The Undies»                              | Roy Burdine     | Elizabeth Tippet                      | 5 de junio de 2025        | 2BBGR10         | 0.40                 |
| 23           | 10           | «Loosey Goosey»                           | Orlando Gumatay | Siena East                            | 12 de junio de 2025       | 2BBGR02         | 0.60                 |
| 24           | 11           | «Evidence Locker»                         | T.G. Hopkins    | Andrés Du Bouchet                     | 19 de junio de 2025       | 2BBGR06         | 0.46                 |
| 25           | 12           | «How To Lose an Ankle Monitor in 10 Days» | T.G. Hopkins    | Matthew Libman y Daniel Libman        | 10 de julio de 2025       | 2BBGR12         | 0.46                 |
| 26           | 13           | «Across the Flutiverse»                   | Roy Burdine     | Gabe Miller y Jonathan Green          | 17 de julio de 2025       | 2BBGR13         | 0.43                 |

## Producción
Grimsburg recibió una orden de serie el 28 de octubre de 2021. El 17 de octubre de 2022, Fox renovó anticipadamente la serie para una segunda temporada antes de su estreno. El 10 de mayo de 2025, Fox renovó la serie para una tercera temporada.

## Recepción

### Audiencia
| Temporada | Horario (ET)       | Episodios | Primera emisión       | Primera emisión      | Última emisión      | Última emisión       | Promedio de espectadores (millones) |
| Temporada | Horario (ET)       | Episodios | Fecha                 | Audiencia (millones) | Fecha               | Audiencia (millones) | Promedio de espectadores (millones) |
| --------- | ------------------ | --------- | --------------------- | -------------------- | ------------------- | -------------------- | ----------------------------------- |
| 1         | domingo 9:30 p. m. | 13        | 7 de enero de 2024    | 2.46                 | 12 de mayo de 2024  | 0.38                 | 0.67                                |
| 2         | domingo 8:30 p. m. | 13        | 16 de febrero de 2025 | 0.81                 | 17 de julio de 2025 | 0.43                 |                                     |